# Circonscription de Becho
La circonscription de Becho est une des 177 circonscriptions législatives de l'État fédéré Oromia, elle se situe dans la Zone Sud-ouest Shoa. Son représentant actuel est Mekonnen Nejesa Berete.